# Unreal II: The Awakening
Az Unreal II: The Awakening videójáték, az Unreal FPS-sorozat (belső nézetes lövöldözős videójáték-sorozat) második része, amely 2003-ban jelent meg.
Az Epic Games által 1998-ban elkészített nevezetes akció-kaland-FPS-nek, a Unrealnek a lelkes fejlesztőcsapat már 1999-ben elkészítette egy kvázi folytatását, ez volt az Unreal Tournament (röviden UT vagy UT '99), amely azonban aréna-FPS volta miatt nagyon különbözött elődjétől. Vélhetően az UT készítése által lefoglalva, az Epic az új Unreal rész elkészítésének részleteit egy másik cégre, a Wheel of Time című játékáról elhíresült Legend Entertainment játékfejlesztő cégre bízta (ez kissé meglepte a szakmát, mivel a Legend inkább kalandjátékairól volt ismert). A készítési folyamat már 1998 végén megkezdődött, de a terméket kiadni csak 2003-ban tudták. Címe: Unreal II: The Awakening lett, s az Unreal Tournamenthez hasonlóan az eredeti Unreal világában (a 23. századi jövőben) játszódik, de a sorozat első tagjához műfajilag jóval közelebb áll: az UT-től eltérően a netes csoportos virtuális öldöklés helyett részletesen kidolgozott történettel és egyszemélyes, kötött játékmenettel rendelkezik.
A főhős John Dalton, egy ambiciózus és kemény űrhatárőr- (TCA-) tiszt (marsall), aki belekeveredik egy ősi ereklye hét, „műtárgyaknak” nevezett  különböző bolygókon elszórt darabja után folytatott hajszába, melyben több egymással rivalizáló nagyvállalat, a földi katonaság, és néhány ellenséges, idegen faj is részt vesz (lásd Frakciók). A hajsza sikerén az idegenekkel a háttérben folyó konfliktus végkimenetele is múlhat, de még ennél is több, ha ugyanis felelőtlen kézbe kerülnek a külön-külön is, de együtt még óriásibb pusztító erővel rendelkező darabok, az az emberiségre és az egész világra is veszélyt jelenthet
A játék címének első része (Unreal = „valótlan” / „valószerűtlen”) természetesen adódik a sorozat címéből és a sci-fi tematikából. Hogy az alcím miért The Awakening, arra a legutolsó küldetések nyújtanak valószínű magyarázatot.

## Játékelemek

### AzUnreal II. világa
Az Unreal II. meglehetősen jól illeszthető az Unrealből és az U.T.-ből már ismert elemekhez, súlyos, szembetűnő ellentmondások nincsenek. A „hivatalos” Unreal Kronológia szerint az Unreal II. meglehetősen korán, nem sokkal az Unreal I. cselekményidejét követő skaarj háború és az ennek során bekövetkező, a Föld elleni Hétnapos Ostrom (2216) után játszódik, nevezetesen 2251-ben (bár magában az Unreal II-ben ez a dátum nem szerepel, sem más olyan határozott utalás, melynek alapján a cselekményidő pontosan behatárolható lenne).
A későbbi UT folytatásokban elszórt utalások alapján a következő háttér vázolható fel: a Föld és az emberiség felépült a skaarj elleni pusztító háborúságból, és visszaszorítva az idegeneket, újból terjeszkedni kezdett az űrben. Megalakult a NEG (Új Földi Kormány) – és legalábbis az anyabolygón ellenőrzése alá vonta az egymással csatározó, pénz-és hataloméhes földi nagyvállalatokat.
Itt kezdődik az Unreal II. cselekménye. Amint a játék párbeszédeiből megtudható, a határvidékeken meglehetősen kaotikus a helyzet. A vállalatok az űrturizmustól és bányászattól kezdve a terraformáláson át egészen a fegyverkutatásig mindenben benne vannak, ami pénzt jelent, magánhadseregeik nem riadnak vissza sem a katonaság, sem a civilek elleni akcióktól. Ebben a helyzetben (valószínűleg a NEG irányításával) létrejött a TCA, egy űrgyarmatokat felügyelő, hatósági jogkörrel rendelkező, rend-és békefenntartó fegyveres testület, amelynek a főhős John Dalton magas rangú tagja.
|  | Alább a cselekmény részletei következnek! |

#### Frakciók
- A TCA és az Axon. A TCA, Terran Colonial Authorithy (Földgyarmatok Hatósága) egy katonai és hatósági jellegű szervezet, amely a rendet és békét igyekszik fenntartani a Föld által ellenőrzött űr határain. Feladata inkább az idegen fajok és a nagyvállalatok aktivitásának figyelése, mint a kifejezett harc, mivel utóbbihoz nincs eléggé ellátva sem anyagilag, sem technikailag, sem emberanyagot tekintve; és szerveződése, fegyelme is inkább a rendőrséghez, mint a katonasághoz hasonló, komolyabb feladatok során a katonaság tevékenységének támogatását végzi. Abban az űrszektorban, ahol a főszereplő Dalton dolgozik, az Odüsszeia-IV avagy Avalon bolygón van a TCA irányítóközpontja, a részleget Hawkins parancsnok irányítja. A TCA másik szövetségese a katonaság mellett az Axon fegyvergyártó nagyvállalat.
- Skaarj-Izarián szövetség: A skaarj, ez a hataloméhes és brutális idegen népség még az Unreal I.-ben jelent meg. Humanoid, gyíkszerű kinézetű faj, nagy testi erővel és intelligenciával, fejlett technikával és számos leigázott rabszolgafajjal (az Unreal II.-ben ezek közül csak egy újonnan bevezetett nép, az izariánok szerepelnek). Bár 2219-ben az ember-skaarj háború effektíve véget ért, de szórványosabb támadások ezután is előfordultak, és a két faj közti feszültség – majdnem fél évszázaddal a háború után – még mindig állandó jellegű. Mikor a skaarj értesül róla, hogy az emberek egy rég elfeledett, óriási energiákat és pusztítóerőt rejtő tárgy darabjai után nyomoznak, azonnal bevetik az Avalon szektorában mozgósítható erőiket, hogy elsőként találjanak rá a különböző bolygókon elszórt darabokra, megakadályozandó az emberiségnek egy új szuperfegyverre támaszkodó megerősödését. A harcban az izariánok segítik őket. E kinézetre a farkasok és a majmok közt átmenetet képező, kétlábú és négykezű, kéken foszforeszkáló bőrű idegenek valaha kisebb űrbirodalmat alapítottak, néhány leigázott néppel, mígnem beleütköztek a terjeszkedő skaarj birodalomba, és maguk is alattvalókká váltak. Emberi szemmel nézve minden izarián borderline pszichotikus, szadomazochista alkat, áldozataikkal vademberként bánnak. A harcért élnek, páncél nélkül, gyenge energiafegyvereikkel rohannak ellenfeleikre.[6]
- Liandri Vállalat: Bányászati és ipari konzorcium. Véletlenül talál rá egy „műtárgyra”, és mivel Dalton közreműködése révén ez a TCA-hoz kerül, gátlástalanul igyekszik visszaszerezni. A Liandri magánhadserege, az „Angyalok”, génmódosított nők, akiket gyermekkoruktól fogva harcosnak nevelnek.
- Izanagi Vállalat: Az Izanagi egy ősi (huszadik századi) japán üzleti szervezet-típus, a kereitsu mintájára kialakított nagyvállalat, amely az égvilágon mindenféle tevékenységgel foglalkozik, amiben sok pénz van. Zsoldosai fanatikusan lojálisak, Szellemharcosoknak nevezik magukat (bár ez nem jelent semmiféle különleges képességet), egy részük állítólag régi szamurájkódex szerint él, mások egyszerűen csak kalandvágyból vállalják a fegyveres szolgálatot.
- Drakkok: Ahumanoid, mechanikus, rovarszerű kinézetű idegen faj. Elpusztították az őket megteremtő szerves lényeket, és önálló életre keltek. Nem terjeszkednek, de azt sem szeretik, ha zavarják őket; a területükre belépő emberi hajók általában nem térnek vissza. A műtárgy-hajszában nem vesznek részt, de a náluk lévő két műtárgyhoz igencsak ragaszkodnak.

#### Szereplők
- John Dalton: a főszereplő. A TCA tisztje („marsall”). Vérbeli katona, szeretne visszakerülni a tengerészgyalogsághoz, ahonnan kidobták, mert akció során nem volt hajlandó feláldozni egy civil életét. Bár panaszkodik, hogy a TCA-nál nem tudja kibontakoztatni katonai képességeit, azért nagyon komolyan veszi a munkáját. Ha csak lehet, túlteljesíti a parancsokat, és egyéni akciókat kezdeményez. Szerencséjére a TCA kevésbé fegyelmezett közegében ezt inkább pozitívan értékelik, továbbá (szintén szerencse), hogy valóban tehetséges katona, így keménykedése több egyszerű hőbörgésnél.
- Hawkins parancsnok: A TCA Avalon-szektorbeli részlegének parancsnoka. Szerény megjelenése és atyai fellépése ellenére gátlástalan és mániákus jellem, aki mindenkit felhasznál és minden eszközt bevet, hogy megszerezze a szuperfegyver darabjait.
- Aida: Dalton elsőtisztje, vonzó fiatal nő. Aida csodagyermek volt, sorra nyerte a 3D-sakk bajnokságokat, majd a hadsereghez került, ahol stratégiai zseninek bizonyult. Ő fordította meg a Föld számára nagyon rosszul alakuló Strider Háborúkat,[7] feláldozva egy egész bolygót és a rajta lakó több száz civil földi telepest. Felnőve megtagadta korábbi önmagát, és a hadsereget vádolta azzal, hogy szörnyeteget csinált belőle. Nem szereti a tekintélyeket és a katonásdit, Daltonnal ellentétben nem akar visszakerülni a sereghez és főnökét is finom iróniával kezeli, bár valójában nagyon tiszteli és szereti. Daltonnak ajándékozza például dédelgetett automata magnumját, Gretát az egyik veszélyes Izanagi küldetés előtt.
- Ne'Ban: Dalton pilótája, egy HexCore nevű (kissé meztelencsigaszerűen kinéző) idegen faj igen előkelő származású tagja. Egy hivatalnokcsere-program részeként kerül TCA-szolgálatba, Daltonhoz pedig azért, mert hajójuk, az Atlantis évek óta nem került éles helyzetbe, és így egy királyi rokon számára megfelelőnek tűnik (bár a kalandvágyó Ne'Ban nem nyugalomra vágyik, hanem éppenséggel arra, hogy „a sors nyisson neki teret”). Rosszul beszél angolul, segítőkészségével pedig sokszor többet árt, mint használ, naivsága és gyermekes lelkesedése alapján kicsit komikus figurának mutatkozik (hősies halála során azonban kiderül, hogy mindezt komolyan is gondolja); ugyanakkor, mint környezete is elismeri, bármilyen repülő járművet csodálatra méltó tehetséggel képes navigálni.
- Isaak: Hajótechnikus és fegyvermester. Mint az Atlantis legénységének összes emberi tagja, valaha ő is katona volt, a földi hadiflotta egyik zászlóshajóján volt technikus, azonban a skaarj háború során, amikor a járművet közvetlen támadás érte, pánikba esett, és ezzel Aida három bajtársának halálát okozta, mivel a mentőkabinajtó helyett az űrbe vezető hangárajtót nyitotta ki (Aida neki sem tudott megbocsátani). Kirúgták a seregből, inni kezdett, de végül sikerült a TCA-nál új életet kezdenie. Ha nem a hajót tartja karban, akkor Dalton fegyvereit bütyköli.
- Drexler parancsnok: Magas rangú tengerészgyalogos, akitől Hawkins szerint a TCA parancsokat kap. Egy háttérkarakter, szemtől szembe sosem jelenik meg, minden rá vonatkozó tudást csak Hawkins közvetít, így aztán kétséges, hogy tényleg ő irányít-e mindent, vagy pedig valójában Hawkins, illetve hogy Drexler egyáltalán tud-e arról, mi folyik a TCA-nál. Mindenesetre több, mint Hawkins puszta kitalációja (ld. az egyik Aidával való párbeszédet: „Soha ne bízz meg Drexlerben. Én korábban dolgoztam vele – egy görény.”).

### Történet

#### Túlélőhorror
Miután értesül Hawkinstól az Avalon bázison, hogy jelentkezését a tengerészgyalogsághoz már megint visszautasították, Daltont egy segélyhívás miatt az Eleara-V „Sanctuary” bolygón lévő Liandri bányászati állomásra küldik, ahol összecsap az izariánokkal és váratlanul megjelenő skaarj uraikkal, sikertelenül próbálva megvédeni az egyetlen emberi túlélőt, Danny Millert, a segélyhívás küldőjét. A fiatal technikus hebehurgyán túl hamar előbújik a rejtekhelyéről, a csak erre váró skaarj vezér végez vele – Miller bátorsága ugyanakkor megmenti Dalton számára az első műtárgyat, mert nem hajlandó azt odaadni a vezérnek, inkább vállalja, hogy az a generátorakna mélyébe lökje. Dalton Aida folytonos zsémbelése ellenére úgy dönt, szembeszáll a skaarj harcossal, a vezérlőterembe megy és – miután pacifikálta a területet – kikapcsolja a generátorakna Miller zuhanásakor automatikusan aktiválódott pajzsát, hogy az akna mélyébe ugorva, megszerezze a műtárgyat. Miután ez a skaarj-főnök halála árán sikerül, átadja a leletet az érkező tengerészgyalogos-különítménynek. A távozó katonai kompot azonban a skaarj tüzérség lelövi, még mielőtt kilépne a légkörből, Daltonék feladata a dzsungelből kimenteni a három tengerészgyalogost és ugyanazt a műtárgyat. A négy ember erőtérgenerátor-oszlopok védelmében mintegy öt percen át küzd a támadó idegen hordával, míg az Atlantis meg nem érkezik.
Ezt teljesítve, az Axon cég Pokol nevű jégholdon (hivatalosabb nevén Eiko 4-C) lévő Elysium Kutatóbázisára küldik, amellyel ismeretlen ok miatt megszakadt a rádiókapcsolat. Dalton felfedezi, hogy a tudósokat egy balul sikerült biológiai kísérlet eredményeképp mutáns óriáspókok (araknidok) pusztították el. A pókok átalakulását egy másik műtárgy okozta, amelyen nagyenergiájú plazmasugarat vezettek át (anélkül, hogy az megsérült volna – a műtárgyak szokványos fegyverekkel elpusztíthatatlanok). Dalton kikcsapcsolja a pókokat megvadító sugarat és magához veszi az újabb, második műtárgyat.

#### A cégek küzdelme
A következő küldetés az Acheron bolygóra, az Izanagi cég egyik terraformáló-művéhez vezet. A bolygó felszínét és mélyét egyetlen óriási, szivacsszerű élőlény és számtalan szimbiontája uralja. Dalton feladata leszállni a monstrum belsejébe, és kideríteni, miért hagyta abba az Izanagi a terraformálást és koncentrált fúrásokat a bolygó egyetlen pontjára. A TCA vezérkara úgy sejti, egy újabb műtárgy került elő. Úgy is van, Dalton megszerzi a harmadikat is.
A sikeres védekezés és javítás után újból egy Izanagi-bázisra vezet Dalton útja. A Severnayán levő, egy gát fölé épített létesítményt a katonaság kommandósai sikertelenül próbálták meg elpusztítani. Dalton feladata megmenteni a két még élő, de csapdába esett tengerrészgyalogost (az egyiket sikerül, a másikat a szeme előtt megölik a szellemharcosok), de ennyivel nem éri be, behatol a bázisra és aktiválja a három bombát, ami felrobbantja a létesítményt.
Sajnos az Atlantist közben baleset éri, és le kell szállnia a legközelebbi javítóbázisra a Calydonon. Itt Dalton a Liandri amazonjait veri vissza, az óriáscég ugyanis nem örül a műtárgyai elvesztésének, és szeretne legalább egyet visszaszerezni.
Közben sok minden kiderül a legénységről: hogy Ne'Ban valójában herceg, akit emiatt Hawkins, hogy élesre fordult az Atlantis helyzete, vissza akar küldeni a szülőbolygójára, hogy Isaak egy, a skaarj háborúban bekövetkezett idegösszeomlása miatt súlyos önértékelési gondokkal küszködő exalkoholista, akinek minden erejét össze kell szednie, hogy tiszta maradhasson, és akit Aida utál, továbbá hogy Aida civil emberek tömeges meggyilkolása révén megnyert a Földnek egy idegenek elleni háborút, de erre nem büszke, sőt mindent gyűlöl, ami a hadseregre emlékezteti. Mikor két küldetés között Dalton elismétli neki Ne'Ban azon érvét, hogy kevesek életét fel kell áldozni, ha sokakét megmenthetjük, Aida majdnem kizavarja az űrkabinból.
Ezután megint az Izanagit kell bosszantania Daltonnak. A TCA hírszerzése szerint az Izanagi kutatói kifejlesztettek egy eszközt, amivel messziről is észlelhető a műtárgyak sugárzása. A sulferoni Izanagi-bázis számítógépe kritikus információkat rejt erről az eszközről. Daltonnak tehát el kell lopnia egy diszket, amelynek alapján a TCA maga is elkészítheti a detektort. Dalton sikeresen behatol az épületbe, és kikapcsolja a vészhívást, ezután egy katonai technikus érkezik, aki feltörheti az Izanagi rendszereit a keresett adatokért. Ismét egy domination/assault jellegű csoportos területvédő küldetés kezdődik, a TCA-tiszt és néhány katona védi a technikust a támadó szellemharcosokkal szemben.
Az adatok sikeres kimentése után kiderül, hogy a nagyvállalatoknak is jól működő hírszerzésük van. A Janus bolygón van egy elvileg titkos Axon-kutatóbázis, ahol egy újabb, negyedik műtárgyat vizsgálnak. Az Izanagi úgy próbál visszavágni, hogy felderíti és lerohanja ezt. Daltont odaküldik, hogy az egyetlen még kimentetlenül maradt fontos személyt, Meyert, az intézet vezetőjét próbálja meg kihozni onnan. Nemcsak ez sikerül, de a műtárgyat is magukkal viszik, mígnem megérkezik egy tengerészgyalogos-különítmény, ami felszámolja a támadók maradékát.
Azonban még mielőtt elhagyhatnák a bolygót, újra elnémul a rádió. Csapdába kerülnek, mivel a Liandri Angyalai már ott toporognak az Izanagi zsoldosainak sarkában, és még utóbbiaknál is keményebben támadnak (ismét egy csoportos domination/assault akció civilvédelem ürügyén). Meyernek a támadások alatt sikerül egy ősrégi kommunikációs rendszeren át, zavaratlan frekvencián rádiójelet küldenie az Atlantisnak, így Ne'Ban egy komppal kimentheti Daltonékat, a Liandri pedig (valószínűleg látva, hogy erősítés érkezik), feladja a küzdelmet. Távozása előtt Dalton rádión megkapja a parancsot Aidán keresztül Drexlertől, a tengerészgyalogság parancsnokától: ölje meg Meyert, mert még egyszer nem kockáztathatják, hogy aki ennyit tud a műtárgyakról, ellenséges kezekbe kerüljön (később kiderül, hogy a parancsot valószínűleg nem a hadvezetés küldte, sőt nem is tudtak a dologról, hanem egyedül Hawkins állt a dolog mögött). Dalton nem hajtja végre a parancsot, titokban kimenti a civilt is, pedig utálja (Meyer rendkívül nagyképű és modora lekezelő a katonák iránt).
Dalton következő küldetése újból az Izanagi egyik létesítményébe vezet a Na Koja Abad bolygón. A TCA is tud a bolygón lévő rejtélyes idegen épületről, amely mellé, évekkel ezelőtt, az Izanagi bázist épített. Dalton behatol az idegen épületbe, és sikerül ellopnia onnan a hatodik műtárgyat. Menekülése közben rejtélyes, rovarszerű lények aktiválódnak, és ölnek meg mindenkit, akik érnek. Az Atlantison már Aida számol be Daltonnak ezekről a lényekről: ők a drakkok, egy gépi civilizáció. A TCA úgy sejti, náluk van az utolsó műtárgy, de eddig nem tudták kideríteni, a drakk anyavilágba küldött minden jármű eltűnt ugyanis.
Dalton és legénysége mégis nekivág. Meglepő módon, akadály nélkül pályára tudnak állni a drakk bolygó (NC962-VIII) körül, észlelik a hetedik műtárgy sugárzását, Dalton pedig behatol az idegenek világába, és számos drakk őrt cafatokká lőve, elrabolja a hetedik műtárgyat.

#### A skaarj visszatér
Az Atlantis legénysége diadallal fordul vissza az Avalon-szektorba, és Dalton belép a légkörbe az űrkompjával, mikor is a bázis planetáris ágyúi meglepetésére tüzelni kezdenek rá, és lezuhan. Túléli, Aida pedig rádión értesíti: a skaarj lerohanta az Avalon-bázist, és megpróbálja lelőni az Atlantist is. A támadás szerencsére inkább egy vakmerő kommandóakciónak, semmint komoly inváziónak bizonyul, és Dalton viszonylag könnyen bejut az irányítóközpontba, ahol kikapcsolja az ágyúkat. De a skaarj most sem adja fel könnyen, és bár nincs sok esélye, folyamatosan támad, így az Atlantis megpróbálja kimenteni Daltont és egy csapat tengerészgyalogost, míg a Dorian Grey, Hawkins parancsnoki hajója az ellenség visszaverésére készül. Ne'Ban sikeresen a leszállóhelyre manőverezi a kis fregattot (az ellenséges vadászgépek folyamatos támadása közepette), de mielőtt landolna, egy váratlan lézertalálat éri az űrből. Dalton a páncéljába épített kommunikációs rendszeren keresztül még egy utolsó vészhívást rögzít az Atlantis legénységétől (meghallgatni nincs ideje), miközben rájön, hogy az űrhajó és legénysége nincs többé.

#### Végjáték
Miután a bolygórendszert megtisztították a skaarjtól, és az Atlantis roncsai között megtalálták a műtárgyat, Hawkins a Dorian Grey fedélzetén beszámol Daltonnak, hogy a bajtársai halála nem volt hiábavaló. Megfejtették a műtárgyak titkát, egy DNS-kódot rejtenek, ami a valaha élt legerősebb, de kihalt faj, a toscok genetikai anyagát rejti. A műtárgy segítségével pillanatok alatt óriási tosc harcosok állíthatóak elő. Mielőtt parancsot ad a folyamat megkezdésére (valószínűleg ez a címben említett „felébresztés”), Hawkins arra kéri Daltont és a jelen lévő tengerészgyalogosokat: ügyeljenek, ha a kísérlet balul sikerülne. Az eredmény valóban tragikusan alakul: a toscokkal nem sikerül kommunikálni, irányíthatatlannak bizonyulnak, és miniatűr szingularitásokat tüzelő kézifegyvereikkel megkezdik a legénység elpusztítását.
Dalton elindul Hawkinshoz, hogy további parancsokat kérjen tőle, előtte azonban egy konzolon félig lejátssza az Atlantisról érkezett utolsó rádióüzenetet, amit a TCA-főhadiszállás ostroma közben felvett. Ebből kiderül, hogy Hawkins adott utasítást az Atlantis lelövésére. Elérve Hawkinst, a parancsnok közli vele, hogy a kísérlet nem sikerült, és a hajót egy leállíthatatlan önmegsemmisítő folyamatot beindító gombbal az Odüsszeia (az Avalon napja) felé akarja irányítani, mert más nem képes a toscok gyors elpusztítására. Hívja Daltont, hogy hozza a műtárgyakat, szálljanak együtt egy mentőkabinba, hogy életben maradva, együtt küzdjenek tovább a skaarj ellen, és kísérletezzenek a szuperharcos-faj irányíthatóvá tételén.
Dalton nem nagyon törődik Hawkins szavaival. Előhúzza Aida magnumját, Gretát, és számonkéri a parancsnokon barátai halálát. Hawkins azzal védekezik, hogy nem bízott Aidában, aki soha nem adta volna neki az utolsó műtárgyat, hanem megtartotta volna (ebben egyébként igazat mond, Aida a vész-rádióüzenetében ugyanezt mondta Daltonnak). Dalton rájön, hogy hallgatnia kellett volna Aidára, aki mindig figyelmeztette: Hawkins csak kihasználjaa őket, Drexler parancsnok és a Föld, akire Hawkins mindig hivatkozott, talán nem is tud az egész szuperfegyver-ügyről. Minthogy kiderült, Hawkins egy felelőtlen és gátlástalan mániákus, aki ugyan jó célért harcol, de megengedhetetlen eszközökkel, valakinek meg kell állítani.
Miután Greta igazságot tett, és Hawkins golyókkal a gyomrában holtan terül el a Dorian Grey parancsnoki hídján, Dalton megnyomja az önmegsemmisítő folyamatot beindító gombot, hogy elpusztítsa a kísérlet eredményeit – és, remélhetőleg, a műtárgyat is. Végigküzdi magát néhány még élő tosc harcoson és a leálló rendszerek okozta üzemzavarokon, és az utolsó pillanatban, mielőtt a reaktor-hűtőrendszernek a nap hősugárzása által okozott túlterhelődése miatt a hadihajó felrobbanna, eléri az egyetlen még működő mentőkabint.
Útban ismeretlen célja felé, bőven van ideje meghallgatnia volt bajtársai üzeneteit (a vész-adás második, lejátszatlan része), melyeket esetleges haláluk esetére rögzítettek. Ne'Ban háláját fejezi ki amiatt, hogy Dalton nem engedte, a helyzet veszélyesre fordultával visszaküldjék a bolygójára, a palota nyomasztó őrzöttségébe, mint mondja: Dalton adta neki a valódi életét, úgy helyes tehát, hogy ezt visszaadja neki, ha szükséges. Isaak csak annyit kér, hogy igyon az emlékére régi, kedves bárjában egy utolsó italt. A semmilyen tekintélyt komolyan venni nem tudó Aida pedig, hogy csökkentse Dalton fájdalmát, emlékezteti egykori mondására: néha a keveseknek fel kell áldozni az életüket, hogy sokak élhessenek.
|  | Itt a vége a cselekmény részletezésének! |

### Fegyverek
A fegyverek maguk hasonlóak az Unreal és UT fegyvereihez (a külsejük jelentősen változott, de a működés nem), a fegyverek összességének rendszere azonban a megszokottól mégis eltérő hierarchiát követ. A fegyverek hatótávolsága az Unreal sorozat többi tagjához képest észrevehetően csekélyebb. A fegyverek többsége ugyanúgy kétüzemmódú, mint az Unreal sorozat más tagjaiban. A fegyverek csoportokba rendeződnek aszerint, hogy melyik fegyverbillentyűvel (1-5 numerikus billentyűk) lehet aktiválni őket, a csoportba tartozó második fegyver a numerikus billentyű újbóli lenyomásával hívható elő (a lenti számozás ezt jelzi).
Összességében a fegyverek gyengébbek, mint akár az Unrealben, akár az UT-ben, mind sebző hatásukat, mind lőtávolságukat tekintve, ehhez hozzájárul még a többi részből ismeretlen újratöltés effektusa (egyedül az Unrealbeli Automag-ot kellett újratölteni). A pisztolyt (Greta Magnum) meglehetősen erős fegyverré tették, ami azonban nem alapértelmezett fegyver, hanem csak a sokadik pályán jelenik meg. Az alapértelmezett, leggyengébb fegyverből kettő is van: mindkettő ismert az Unrealből illetve annak RTNP kiegészítéséből. Egyik a diszperziós pisztoly, a másik a CAR (combat assault rifle, vagyis harci rohampuska, „hivatalos” nevén M32 assault rifle) gépkarabély. A továbbiak:
- 4. Diszperziós pisztoly (dispersion pistol). Teljes nevén LEPEW-13 diszperziós pisztoly, az Unrealból ismerthez hasonlóan működő fegyver. Páncélos ellenfelekkel szemben a régi változattal megegyezően gyenge, az újratöltési sebességet azonban megnövelték. Az izariánok és az araknidok ellen nagyon hatékonyan használható. Másodlagos tüze ugyanúgy, mint az előző részekben, késleltettés útján összegyűjti az egyes lövedékek energiáját, és így egyszerre lőhető ki egy nagyobb erejű energiacsomag.
- 2. Sokklándzsa (shock lance, energy rifle): Jellegzetesen izarián fegyver. Szigonyra hasonlító fémeszköz, ami nagy rátával kék fényű, gyengén sebző plazmagömb-kettősöket lő ki. Lövedéke némileg hasonlít az UT-beli, emberi eredetű ASMD-éhez, de annál jóval szerényebb a hatása (amint Isaak az egyik párbeszédben elmondja, e fegyverek egy nyilvánvalóan skaarj eredetű csillapító komponenst tartalmaznak – úgy látszik, a skaarj nem engedi meg rabszolgáinak, hogy hatékony fegyverei legyenek); ugyanakkor az UT és Unreal fegyverével ellentétben a lövedékek képesek párszor visszapattanni a falakról. A másodlagos tűz egy nagyméretű plazmagömb, ami az elektromechanikus eszközök (a nehézgyalogosok páncélja és a robotfegyverek, valamint a drakkok) ellen hatásos.
- 1. Shotgun (M700 12G combat shotgun): Új, de alapvetően a pisztolyhoz hasonlóan működő közelharcfegyver. Meglehetősen hatékony, különösen a skaarj harcosok ellen, de csak közeli ellenfelek esetén érdemes használni. Másodlagos tüze a koncentráltabb elsődleges tűzhöz képest nagyobb területet fed le, és fel is gyújtja a célpontot.
- 1. Lángszóró („Vulcan” flame thrower): Közeli ellenfelek nagy tömegben való elpusztítására való. A kritika által az egyik legkedvezőbben fogadott fegyver.[9]
- 4. Mesterlövészpuska (sniper rifle). Az Unreal és UT-beli változatához képest gyengült a fegyver, mivel a távcső nagyítása és az újratöltés sebessége is jelentősen csökkent.
- 3. Gránátvető (grenade launcher): Gránátleejtőnek inkább lehetne nevezni, a kilövő mechanizmus ugyanis még olyan távolságra sem képes a gránátokat elhajítani, amennyire egy egészséges fizikumú valóságos ember alighanem kézzel is minden nehézség nélkül képes. A gránátok pusztító ereje azonban vitathatatlan. Hatféle gránáttípussal tölthető fel (pl. repesz-, gyújtó-, méreg-, füst-, stb.).
- 3. Rakétavető: Rakétákat lő ki, tisztességes távolságra és sebességgel; elsősorban a páncélozott nehézgyalogság és a fegyvertornyok ellen szükséges bevetni.
- 3. „Pókágyú” (leech gun): az Unreal történelmének egyik legfurcsább fegyvere. A Pokol Holdon talált, az egyik műtárgy sugárzásának kitett mutáns bioaktív anyagot használja lőszerként. Elsődleges tüze egy olyan anyagcsomagot lő ki az ellenfélre, amelyből araknidok (mutáns apró pókok) kelnek ki, és marják az ellenfelet, aki ilyenkor pánikba esik és össze-vissza rohangál. A másodlagos tűz egy csapdakészítő időzítő (közvetlenül testre célozva, nincs is hatása): egy olyan anyagcsomagot lehet vele a falakra kilőni, ami az araknidokat akkor lövi ki az ellenfélre, ha az elhalad a fal közelében.
- 5. Az ötös fegyverbillentyűvel erőtérgenerátorok (embermagasságú, korlátszerű védőteret generál), (mozgásképtelen) robot-gépfegyver- és robot-rakétavető-állás, mozgásérzékelő szenzoroszlop hívható elő, valamint egy takkra (drakk eredetű) szondafegyver, ezek kis robotszondák, amelyek automatikusan támadják az ellenfeleket, vagy védő üzemmódban keringenek a játékos körül. A célpontot megsemmisítve deaktiválódnak.
- 2. Drakk lézerágyú (laser cannon): egy nagy teljesítményű, de lassan újratöltődő lézerágyú. Másodlagos tüze (csak a legutolsó pályákon használható) plazmaszerű, permanens sugarat lő ki (hasonlatosan egy slaggból folyó vízsugárhoz vagy az UT-beli pulse gun másodlagos tüzéhez), amely égető hatásával együtt egy darabig ott marad a falakon is.
- 4. Szingularitáságyú (singularity cannon): A tosc kézifegyver, nagyon erős. Egy apró és lassan mozgó szingularitást (fekete lyukat) lő ki, amely néhány méter hatósugárban magába szív minden könnyen mozdítható dolgot, legyen akár tárgy, akár ellenfél (a muníciót is), akár szövetséges. Ha valami stabil szilárd anyagba ütközik (fal, szikla, padló), a szingularitás megsemmisül. Használata rendkívül szórakoztató, ám csak az utolsó pályán jelenik meg, ezáltal lehetőségei nem aknázhatóak ki.

A játékot néhány kritikustól az a vád érte, hogy túl sokat kölcsönöz a Half-life sorozattól. Ez különösen a fegyverek terén érhető tetten: a „pókágyúhoz”, az Unreal sorozattól tulajdonképp idegen shotgunhoz és a szingularitás-ágyúhoz hasonló fegyverek valóban szerepelnek korábbi Half-life epizódokban.

### Játékmenet
A The Awakening „masszívan egyjátékos” akció-kaland-FPS, számos RPG elemmel; a játékélmény a hozzá műfajilag legközelebb eső Unrealtól is jelentősen eltér.
A legszembetűnőbb többlet a sokkal kidolgozottabb történet, amelyet elsősorban a párbeszédek és a játékmotorral renderelt átvezető animációk jelenítenek meg. Ez különösen a játék első három-négy és az utolsó két-három helyszínén mesterien kidolgozott, ezek a küldetések (idegen szörnyekkel való harc, illetve menekülés egy űrhajóról mentőkabinban) egyrészt hűen idézik fel az Unreal atmoszféráját anélkül, hogy unalmas önismétlést jelentenének, másrészt végig filmszerűen dramatizáltak: Dalton és a többi karakter párbeszéde és a pályák látványa sikeresen áll össze egységes élménnyé még a sikerületlenebb dialógusok esetében is.
Az Unrealból ismert enyhén túlélőhorroros, illetve bossos-rejtvényes tematika azonban a játék közepére megszűnik, e küldetések során inkább realisztikusabb katonai feladatokat kell végrehajtani, ellenséges bázisok elnéptelenítésétől kezdve egy terület egyénileg vagy csapatban való megvédésén át (az UT domination/assault játékmódjaihoz hasonlóan) egészen a mesterlövészetig. A játék közepének pályái inkább egy sci-fi környezetben játszódó harc-szimulátor megvalósításának tekinthetőek. Sajnos azonban a megvalósítással komoly hiányosságok vannak.
1. Kooperáció: A szövetséges botok irányítása, a velük való együttműködés már az évekkel korábbi UT '99-ben is sokkal professzionálisabb, mint az U II. esetében. Lehetséges a szövetségeseknek (szinte kivétel nélkül tengerészgyalogosok) parancsokat adni, de ezeket egyrészt megtagadják,[11] másrészt látják az érkező ellenséget, hajlamosak utánarohanni, ezáltal védtelenül hagyni az őrhelyüket.[12]
2. Interaktivitás/Taktikai lehetőségek: Nagyon csekély, az UT'99 szintén sokkal több lehetőséget ad. Egyrészt a parancsok kis számuk (max 4-5) mellett még korlátozottak is (tetszőleges terület védése helyett[13] a készítők által meghatározott területek adhatók csak meg), másrészt Dalton nagyon lassú haladási sebessége teljesen megakadályozza, hogy ha egy terület forróvá válik, odarohanhasson irányítani.[14] A változatosság hiánya az ellenfelek érkezésében is megnyilvánul. Ez nincs randomizálva, minden újrajátszáskor mindig ugyanott jelennek meg, ráadásul elég kiszámíthatóan (ha az utolsó csapatszállító komp délen landolt, a következő északon fog).
3. Realizmus: Ez sem minden tekintetben kielégítő.[15] Az ellenfelek hármas-négyes csoportokban érkeznek, az egyes hullámok között némi idő elteltével, ahelyett, hogy egyszerre támadnának; a hullámokra bontás mindenféle cselekményen belüli indoklás nélkül történik.

Az előzetes ígéretek alapján a kritikusok azt várták, hogy a játékban nagyon fontos szerepet kapnak a párbeszédek. Ez tökéletesen teljesül. Ugyanakkor a párbeszédek játékba való épülése meglehetősen lineáris, csak néhol lehet választani különféle válasz-alternatívák között, és a választás a játék további kimenetelét semmilyen módon nem befolyásolja; a legtöbb dialógus során a választás elég álságosnak bizonyul, s a játékosnak rá kell jönnie, hogy bármit is választ, végig kell mennie majdnem az összes választási lehetőségen, csak más sorrendben. A párbeszédekből ugyanakkor fontos információkat lehet megtudni. A legfontosabb példa az eligazító szoba, ahol Aida (általában; esetenként más szereplő) tájékoztatja Daltont a következő küldetésről.
Az Unreal hatalmas kültéri pályái és végtelennek tűnő bánya-, templom- és űrhajólabirintusai meglehetősen hiányoznak az Awakeningből. A pályák/küldetések többsége (a Hell helyszín kivételével) sokkal rövidebb és sokkal lineárisabb. Mire a játékos megszokja, esetleg megszereti a fegyvereket, már túl is van az egészen. Bár a játékban foglalt történet egységes és kerek egész, ugyanakkor egyszeri. Az Awakeningben az elődjeitől eltérően nincs meg az Unreal hatalmas pályáin érzett játékszabadság élménye, sem pedig sokszori, vagy (az UT MP pályáira gondolva) kvázi végtelen újrajátszás lehetősége.
Az ellenfelek viszont továbbra is meglehetősen intelligensen harcolnak (különösen a skaarj katonák és a Liandri zsoldosnői).
A demónak tekinthető SP mód mellé hiányoznak a MP pályák vagy a kiegészítések. Az Xbox verzióhoz ugyan megjelent egy XMP (extended multiplayer) kiegészítő MP játékmód, de ez nem igazán illeszkedett az Unreal Tournament megszokott módjaihoz (dm, tg, as, dom., ctf, stb.), hanem egyéni, szintén hadsereg-szimulátorsággal kacérkodó koncepciót követett; nem bizonyult maradandónak.
Számtalan egyéb dolog is hiányzik a játékból. Ez valóban hiány és nem tervszerű törekvés a minimalitásra a műfaji változtatás miatt, ugyanis az alfaverziókban még szerepeltek. A MP funkcióval együtt eltűnt az Unrealban (SP-irányultsága ellenére) még szereplő karakter- és karakterskin-választás lehetősége, a gyakorlópálya-szekció, számos, az UT-ból ismert apró beállítási lehetőség (célkereszt, rakétavető-üzemmódok stb.).
Viszont számos újdonság is akad. Sokkal realisztikusabb lett a karakterek megjelenítése nemcsak az Unrealhoz, de az UT-hoz képest is, a készítők átdolgozták a karaktervázakat, amelynek eredményeképp részletesebb mozgatószkripteket lehetett rájuk írni, de az Unreal sorozat egyik gyengesége, a karakterszkinek valószerűsége is fejlődött, csökkent a rajzoltság érzete. Teljesen új dolog a mimika megjelenése: a karakterek meggyőzően képesek arckifejezésekkel is kísérni a párbeszédeket.

## Technika
Az Unreal II. az Unreal motor harmadik, jelentősen átalakított verziójára épült. Ez teljesen új megjelenést kölcsönzött az Unreal sorozat játékainak. Az egyik legfontosabb újítás – Matthias Worch, az Epic egyik pályatervezője szerint (aki a Return to Na Pali pályáinak nagy részét is tervezte) – a statikus hálók (static meshes) bevezetése, ami drasztikusan megemelte a pályánkénti poligonszámot (átlag 500-ról akár 20 000-re is.
Az új grafika az eddigiekhez képest hihetetlen részletességet jelentett (mindamellett van néhány furcsaság, ami az eredeti verzióhoz képest irrealisztikusabb lett: pl. a fegyverek tüze nem világítja be az árnyékos helyeket, és a víz alóli felbukkanás is furcsa látványeffektekkel járhat).

## Fogadtatás
| Összegzőoldal | Értékelés |
| ------------- | --------- |
| GameRankings  | 75%       |
| Metacritic    | 75/100    |

| Szerző        | Értékelés |
| ------------- | --------- |
| Eurogamer     | 7/10      |
| GameSpot      | 3/5       |
| GameSpy       | 7,3/10    |
| GameStar (HU) | 87/100    |
| IGN           | 8,2/10    |
| PC Guru       | 96/100    |

Az Unreal II. összességében nem talált kedvező fogadtatásra, a sorozat méltatlanul lenézett mostohagyerekének bizonyult. Ez nem azt jelenti, hogy kifejezetten sikerületlen alkotásnak értékelték volna; a kritikák legtöbbje inkább fanyalgással vegyes elismeréssel néhány kiemelkedő, kipróbálásra érdemes értéke és összességében elfogadható játszhatósága mellett is középszerűnek, jelentéktelennek, vagy legalábbis az Unreal színvonalát el nem érőnek ítélte. Hasonlóképp járt, MP móddal kiegészített volta ellenére, az Xbox verzió is: a „nem rossz, de jobb is van” kategóriába sorolták. Természetesen kivételek is akadnak: egy Realgamer weboldalon például „első osztályú FPS-nek” értékelték (néhány apró hibával), míg a stílszerűen „kivégzőosztag” jelentésű Firingsquad.com a dühödt kritikák tárából 6 oldalnyit zúdít a játékra.
A metakritikai oldalak tanúsága szerint:
|              | Unreal | UT'99  | U II.  | UT 2003 |  |
| Gamerankings | 88,46% | 93,57% | 75,49% | 87,98%  |  |
| Metacritic   | -      | 92%    | 75%    | 86%     |  |

Bár a pontszámok nem katasztrofálisan alacsonyak, az Unreal és UT '99 magas lécéhez képest valóban jelentős a különbség. Ennek oka elsősorban nem fejlesztési hibákban keresendő, a játék legtöbb eleme – apróságokat leszámítva – technikai, tartalmi és művészi szempontból sem színvonaltalan. A sorozat más darabjainak népszerűségét mégsem tudta még csak megközelíteni sem. A rajongók számos olyan kifogást hoztak fel (hogy rövid, és főleg, hogy semmi köze nincs az eredeti Unrealhoz), amelynek alapján úgy tűnik, hogy az Unreal II.-nek nem sikerült beilleszkednie az Unreal sorozat tagjai közé: a sorból való kilógás szubjektív élményén való fejcsóválás és a professzionális megvalósítás objektivitásának párharcában az első küzdőfél bizonyult erősebbnek. Jellemző például, hogy bár jár hozzá pályaszerkesztő, mégsem alakult ki körülötte jelentősebb modding- vagy pályaíró közösség, honlap (egyetlen ismertebb, mára inaktiválódott kivétellel), rajongóai pályák az Unreal sorozattal foglalkozó tematikus honlapoknak gyakorlatilag egyikén sincsenek.
Az Unreal II. megfelelt nemcsak az olyan negatív Unreal standardoknak is, mint a cím elégtelen kapcsolódása a tartalomhoz (apróság), de az olyan komolyabban elítélhető "tradícióknak" is, mint az irreálisan nagy rendszerigény, vagy a megjelenés többszöri elhalasztása, és ennek ellenére bizonyos ígért funkciók rossz megvalósítása – ami ebben az esetben a teljes meg-nem valósultságot jelenti. A MP változat csak később került kiadásra, és túl nagy sikert nem aratott, az ígért Assault és CTF játékmódokat viszont soha nem adták hozzá a lehetőségekhez .
Az eltérések és újítások ellenére a The Awakening méltó utódja az Unrealnak abban a két tekintetben, amelyekben ez a sorozat mindig is igazán kiemelkedett: a látvány és a MI. Ezt a grafika tekintetében a kritika is elismerte, az AI-t azonban sokan leértékelték. Tagadhatatlan, hogy ennek megvalósításával súlyos gondok is vannak: egyes ellenséges egységek (főleg az Izanagi-zsoldosok) önmegsemmisítő, a barátiak pedig szándéktalanul ellenséges módon viselkednek; ugyanakkor a skaarj harcosok az Unrealból ismert módon ugrálnak el a lövedékek elől, vagy védik magukat a golyóktól a csukóikra szerelt pengékkel (úgy látszik, a készítők különös gondot fordítottak arra, hogy az előzményekből ismert eme ikonikus faj becsületét ne rombolják le), a Liandri egységek könnyű- és nehézgyalogosai pedig példás módon fedezik egymást, és kooperálva pusztítják el az ellenséges védelmi rendszereket.
A PC Guru értékelésében dicsérték a remek grafikát és a változatos pályatervezést, a hangulatot megalapozó háttérzenét, valamint a mesterséges intelligenciát. A cikk írója szerint bár nincs több tucat fegyver, a játék fegyverarzenálja mégis jól eltalált. A játék többi részével összehasonlítva véleménye szerint a történet, illetve a küldetések gyengébbnek érződnek, ám a cselekményt jól felépítettnek nevezi, illetve a küldetések változatosságát is megemlíti a sok nem játékos karakter (NPC) nyújtotta pozitívum mellett. Az összegzésben a játékot egy összehasonlítási alapnak tartja a későbbi programokkal szemben és végül 96%-ra értékelte a játékot.
A GameStar tesztje is a játék grafikájának méltatásával indít, további pozitívumként megemlíti, hogy a küldetések között szabadon bejárható az űrhajó és a csapattagokkal is beszélhet a játékos. A cikkíró véleménye szerint azonban a küldetések nem biztos, hogy mindenkinek ugyanúgy bejönnek majd, mivel játék a klasszikus FPS-ek táborába sorolható. Bár a küldetések jól megkomponáltak, az akció pedig szórakoztató, változatos és lendületes, a tárgyhasználat, a kalandelemek, a logikai feladványok, a vezethető járművek és a nemlineáris pályatervezés mind-mind hiányoznak belőle. Kritizálta továbbá, hogy a területek védésekor a társak vezénylése nehézkes, illetve egyes átvezető jelenetek amatőrre sikeredtek. Pozitívumként megemlítette a változatos bolygókat, amelyek mindegyike egyedi hangulattal rendelkezik, ezek megteremtéséhez pedig a nagyszerű hanghatások segédkeznek. Dicsérte továbbá, hogy a játékot jól letesztelték és kiszűrték a zavaró tényezőket, illetve rengeteg fegyver, valamint jól használható HUD található a játékban. Negatívumként felhozta továbbá a hosszadalmas és gyakori töltögetéseket, illetve azt, hogy nem lehet átugrani az átvezető videókat. Összességében az Unreal 2-t minden hibája ellenére nagyszerű játék játéknak, kötelező darabnak nevezte, mely élvezetes, változatos és gyönyörű, az ellenfelek okosak, a játékmenet pedig lendületes. Azonban nem sok újdonságot képes felmutatni, a fejlesztők nem mertek eltérni a jól bevált normáktól, ezért egy nagyon jó, de kissé talán az átlagosság felé mutató játék lett a végeredmény, amit 87%-ra értékelt.
Virágh Márton (Mazur) szerint a látványt nem lehet kellőképpen méltatni, maga a játék pedig egy tökéletes, klasszikus FPS, ami nincs túlbonyolítva és ügyesen szkriptelt eseményekkel rendelkezik. Bár a zenét néha unalmasnak találta, a bugok alapján a 91%-ot adott rá, a játék első fele alapján.
Uhle Dániel (Uhu) szerint a játék nem illeszkedik a régi klasszikus által felállított sorba, mert bár a grafika lenyűgöző, az ellenfelek is rendben vannak, a lényeg azonban hiányzik. A pályák lineárisak, az NPC-k, akikkel nagy ritkán összetalálkozik a játékos, hamar elhaláloznak. A kemény ellenfelek miatt idegeskedhet a játékos, a Half-Life ellenében pedig a játék minimális történettel rendelkezik. Összességében csalódásnak és felejthető próbálkozásnak nevezi, ami csak rövid időre köti le az embert, végül 82%-ot adott a programra.
Ennek ellenére, bár az Unrealhoz hasonlóan a szakma és a rajongók által ugyanannyira türelmetlenül várt termék volt, megjelenése után már nem kapott olyan erős visszhangot. Legfőbb riválisa rokonai, az UT folytatások voltak, melyek közül az UT2003-mal egyazon évben jelent meg (valószínűleg ez sem használt az elterjedésének).